# Dogrib (sprog)
Dogrib (engelsk for Tłı̨chǫ Yatıì) er et af Canadas 8 minoritetssprog, som tales af 2.640. Det er et officielt sprog i Northwest Territories.
Dogrib alfabetet består af følgende bogstaver:
ʔ, a, b, ch, ch', d, dl, dz, e, g, gh, gw, ı, j, k, k', kw, kw', l, ł, m, mb, n, nd, o, r, s, sh, t, t', tł, tł, ts, ts', w, wh, x, y, z, zh. Flere af bogstaverne bliver ofte tilføjet accenter eller kommalignende tegn over eller under bogstavet, men dette tæller dog ikke som selvstændige bogstaver.

## Eksempler
- Tłı̨chǫ got'ı̨ı̨̀  Tłı̨chǫ folket
- tłı̨ hund
- tłı̨cho hest (bogstaveligt: 'stor hund')
- łıwe / łıe  fisk
- detʼǫ and
- eyè æg
- ejietʼò mælk
- dìga ulv
- tʼooh poplar
- deh flod
- elà kano
- dı  ø
- kwe  sten
- tı sø
- zhah  sne
- chǫ / tsǫ regn
- ło røg
- kǫ̀  hus
- degoo hvid
- dezǫ sort
- dekʼo rød